# Félix Platel
 (septembre 2016).
Pour les articles homonymes, voir Platel.
Le baron Félix Platel est un écrivain, journaliste et homme politique français né le 8 avril 1832 à Saint-Lumine-de-Coutais (Loire-Inférieure) où il est mort le 9 novembre 1888. Il est surtout connu pour ses chroniques hebdomadaires du Figaro sous le pseudonyme d’Ignotus, de 1875 à 1888.

## Biographie

### Du droit au journalisme
Félix Platel naît au domaine du Grand-Clavier à Saint-Lumine-de-Coutais (Loire-Inférieure) le 8 avril 1832, de Victorique Platel, colonel d'artillerie, et de Joséphine Monnier. Son enfance est partagée entre les environs du lac de Grand-Lieu où se trouvent la maison familiale et les lieux d’affectation de son père (Constantine, Lyon). Après des études de droit à Paris, il s’inscrit au barreau de la capitale. Il est un temps sous-bibliothécaire à la Bibliothèque Mazarine où Charles Monselet le rencontre. Il débute dans le journalisme par une étude critique sur le casino de Hombourg (aujourd’hui  Bad Homburg vor der Höhe) alors en vogue. Elles valent à leur auteur et aux journaux qui le publient pressions et procès intentés par le casino.

### Une belle jeunesse italienne
Au début de 1858, Platel se voit confier par le ministre de l’Instruction publique une mission littéraire en Italie doublée d’une recommandation près des représentations diplomatiques française. Il rencontre plusieurs hommes politiques de Piémont et Savoie dont le souverain Victor Emmanuel II et le comte Camillo Cavour président du conseil du royaume de Piémont-Sardaigne. En juillet 1858, à la veille de l’entrevue de Plombières entre Napoléon III et Cavour qui va décider du sort de la Savoie, il publie les Causeries Franco-Italiennes qui lui valent des articles hostiles dans la presse officielle du duché de Savoie et un duel dans le jardin des Charmettes avec le rédacteur en chef du Progrès de Chambéry. Cette publication et la proximité de Cavour lui valent de fréquenter la société d’Aix-les-Bains et notamment le salon littéraire de la comtesse de Solms née Marie-Laetitia Bonaparte-Wyse, petite fille de Lucien Bonaparte et opposante au régime de Napoléon III exilée sur les bords du lac du Bourget.  Au Chalet de Marie de Solms, amie de Béranger (Pierre-Jean de Béranger) et Eugène Sue, il rencontre le dramaturge François Ponsard, le futur député de Belleville Tony Révillon et Sainte-Beuve. Au cours de l’été 1859, après les succès français et piémontais sur les Autrichiens (victoires de Magenta et de Solferino) Platel prête sa plume aux Matinées d’Aix, journal dirigé par Marie de Solms et au premier numéro de la Revue Internationale publiée à Genève. Après l'armistice de Villafranca qui met fin au conflit franco-autrichien, Cavour démissionne. Suivant son témoignage, Félix Platel devient son secrétaire et l’accompagne en Suisse et à Aix-les-Bains, il remplit des missions pour Cavour à Rome et près du roi Victor-Emmanuel II. Après l’annexion de la Savoie à la France en 1860 et la mort de Cavour devenu en 1861 le premier président du conseil du nouveau royaume d’Italie, Platel rentre à Paris.

### Homme politique
En 1869, il devient maire de Saint-Lumine-de-Coutais et en 1871 est élu conseiller général du canton de Saint-Philbert-de-Grand-Lieu (Loire-Inférieure). Il est secrétaire de l’assemblée départementale jusqu’à sa mort. Monarchiste libéral, il échoue à la députation en 1876 devant le légitimiste Henri Le Loup de la Biliais.

### Ignotus, chroniqueur du Figaro
En 1875, Félix Platel débute comme chroniqueur au Figaro sous le pseudonyme d’Ignotus. Le succès est immédiat et ne se démentit pas jusqu’à sa disparition (1875-1888). Il s’impose comme spécialiste du portrait en dressant celui de nombreux hommes politiques français et étrangers (Gambetta, Grévy, la reine Victoria, le tsar …) Ses articles, devenus rapidement hebdomadaires évoquent également les célébrités du monde littéraire (Victor Hugo, Renan, Littré, Lamartine …) des artistes, des acteurs (Sarah Bernhard), des musiciens (Wagner, Verdi…). Il passe en revue les grands journalistes de son temps et de nombreux personnages oubliés qui figurent dans l’actualité d’alors.
À partir de 1877, Platel utilise ses connaissances juridiques pour introduire dans ses chroniques des études « criminalistes ». Ces textes évoquent les grandes questions du droit civil ou criminel (la peine de mort, la récidive, la démence, le divorce …) ceux qui sont chargés de l’appliquer (juges, avocats, policiers…), et décrivent les lieux où il s’exerce (tribunaux, prisons…)
Ses séjours dans l’ouest sont l’occasion d’articles où se mêlent aux souvenirs d’enfance des récits de chasse et de pêche. Il évoque parfois les séances du Conseil général, les conseils de révision et plus généralement la perception de la politique nationale dans un canton rural.
De février 1875 à août 1888, Ignotus publie environ 550 articles qui vont très vite rencontrer le succès et participer à la popularité du journal, notamment dans les milieux catholiques
Avec ses portraits aux dimensions physiques et psychologiques, Platel s’impose comme un spécialiste du portrait de presse. Ses études sociales en font un précurseur du journalisme moderne dont le Figaro est un organe pionnier. Son style rebute le plus souvent ses contemporains, particulièrement ses collègues journalistes. Le romancier et journaliste Paul Perret son compatriote nantais, plus versé dans la rhétorique, en témoigne : « Avec ses grands défauts, sa préoccupation de l'antithèse, une certaine redondance et des naïvetés d'enfant, malgré l'avis de Sarcey (Francisque Sarcey), de Rochefort (Henri Rochefort) et de Richepin (Jean Richepin), qui le malmenèrent souvent, il était ce qu'on peut appeler quelqu'un. Son style, monté sur échasses, coloré jusqu'à l'excès, lui appartenait en propre et reflétait exactement son tempérament enthousiaste et sa nature robuste de Breton né aux bords du vaste océan. »

## Publications de Félix Platel

### Sous le pseudonyme d’Étienne Pall
- Les Échos de Hombourg, scènes de jeu Ed. Taride, 2 ou 3 vol. 1855-1856 ?

De larges extraits ont été repris dans des journaux et revues : Le Figaro, 29 juin et 3 juillet 1856, le Mousquetaire, 23 et 24 mai 1856, Les Matinées d’Aix, 1er et 8 juillet 1859.
- Simple note pour : M. Félix Platel. - Etienne Pall. - auteur des "Echos de Hombourg", contre M. Panis, fermier d'annonces des grands journaux. Demande de dommages-intérêts pour refus d'insertion de deux annonces, Édition : Paris : imp. de De Soye et Bouchet , 1857

Mémoire consécutif aux pressions du casino de Hombourg pour empêcher la parution dans la presse d’extraits des Echos de Hombourg.

### Sous le nom de Félix Platel
- Causeries franco-italiennes par Félix Platel (Etienne Pall) lib. Alphonse Taride

Dans la 1re édition (1858), l’auteur dit renoncer à la préface
la 2e édition (1859) comporte une préface à la fin de laquelle il annonce un prochain livre supplément : Les Italiens du Nord  (non paru ?)
- Lettres de Florence à M le duc de Persigny, Lib. Frédéric Henry 1865 59 p.
- Les Confessions d’un économiste, 1re partie ; Les Impôts devant le suffrage universel, lib. Fréd. Henry et J. Lepin 1874

### Sous le pseudonyme d'Ignotus
- Portraits d’Ignotus, éd. Arnaud et Labat 1878
- Saint-Père, restez ! éd. Perrin 1884
- Les Hommes de mon temps, 1re et 2e série, 2x 50 portraits éd. Victor-Havard 1889
- Paris secret, éd. Victor-Havard 1889
- L’Armée du crime, éd. Victor-Havard 1890

Une édition de certains des articles de Platel sous le titre La mer et la campagne est projetée mais n’aboutit pas.

### Avec le caricaturiste Cham (Amédée de Noé)
- Album Cham, 1879 : textes par Ignotus du Figaro et les rédacteurs de la France illustrée

Plusieurs éditions 1879-1880 de ces albums vendus au profit des Orphelins d’Auteuil (imp. des apprentis orphelins)
(une réédition en 1992)